# Strašnov
Strašnov (en allemand : Welisch) est une commune du district de Mladá Boleslav, dans la région de Bohême-Centrale, en République tchèque. Sa population s'élevait à 282 habitants en 2020.

## Géographie
Strašnov se trouve à 10 km au sud de Mladá Boleslav et à 44 km au nord-est de Prague.
La commune est limitée par Písková Lhota à l'ouest et au nord-ouest, par Nepřevázka au nord, par Dobrovice à l'est et par Brodce au sud.

## Histoire
La première mention écrite de la localité date de 1252.

## Transports
Par la route, Strašnov se trouve à 13,5 km de Mladá Boleslav et à 52 km du centre de Prague.